# 少林寺 (堺市)
少林寺（しょうりんじ）は、堺市堺区にある臨済宗大徳寺派黄梅院末に属する寺院。山号は萬年山。

## 歴史
1330年に挑源宗悟が開山した。寺号は、開甚大檀越小林修理亮（小林上野守）の姓をとり「小林寺」としたが、のちに菩提達磨の少林寺にならって「少」の字に改めた。本尊は釈迦牟尼佛、鎮守白蔵主稲荷明神。1906年には禅通寺を合併した。その鎮守である今池弁財天をまつる。かつての寺の境域は、現在の寺地町・少林寺町を合わせ両町の海浜にまで達していたが、寺地の多くを織田信長に没収され次第に衰退していった。しかしその後も、豊臣秀吉が石田三成と小西行長に命じて境内竹木の伐採を禁止するなど、小さな寺ながら名刹の扱いを受けていた。
1381年に塔頭耕雲庵の住持白蔵主が、鎮守稲荷明神に參籠して「霊狐」を得る。そして狂言大蔵流の始祖・霊狐の所作を狂言に作り、『釣狐』として上演した。それ以後、狂言や歌舞伎関係者は『釣狐』を上演する際は少林寺に參詣し、技芸の上達上演の成功を祈願。寺内の逆芽竹を1本祈祷してもらった上で持ち帰り、上演の時の杖に使用する慣習になっている。1733年京都の吉田家より通心霊社の神号を授与された。

## 所在地
- 堺市堺区少林寺町東3-1-18

## 交通アクセス
- 阪堺電気軌道阪堺線 寺地町停留場徒歩5分